# Gouden helm

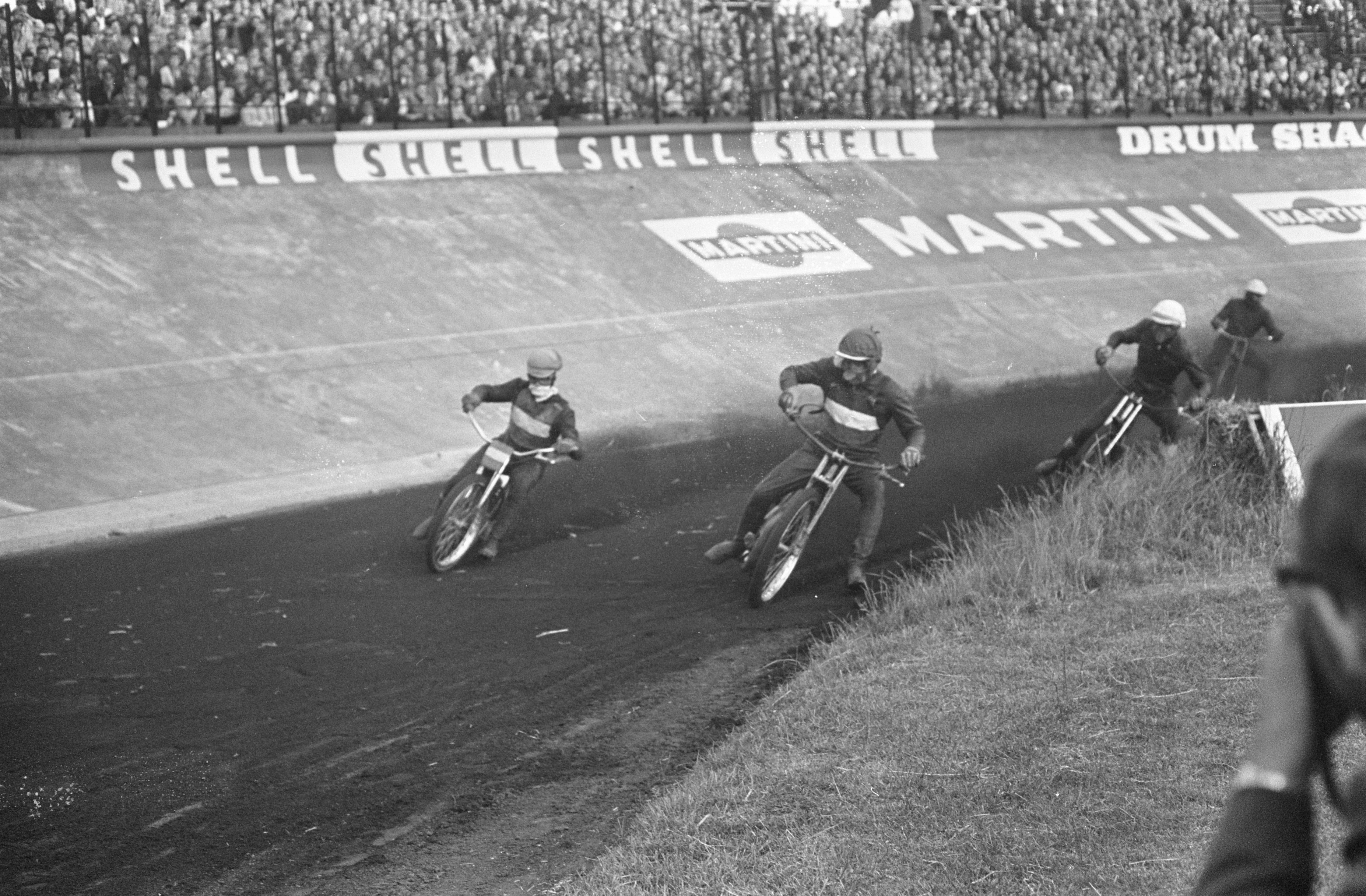
Wedstrijd om de gouden helm in het Olympisch Stadion (1967)

De "Gouden helm" is een speedway-wedstrijd (motorsport) waarbij een gouden helm de hoofdprijs is.
Vergelijkbaar met de "gouden zweep" in de drafsport.